# Harvey Ryan
Harvey Ryan es un personaje ficticio de la serie de televisión australiana Home and Away interpretado por el actor Marcus Graham desde el 10 de agosto de 2011 hasta el 27 de febrero de 2014.

## Antecedentes
Harvey es un experto en navegación en Summer Bay, donde trabaja como pescador local. Inmediatamente después de llegar a la bahía se gana varios enemigos, entre los que figuran Romeo Smith y Alf Stewart.

## Biografía
Poco después de su llegada Romeo descubre que Harvey le había estado robando a sus clientes y copiando sus ideas: cuando descubre que su bote ha sido destrozado, denuncia a Harvey a la policía. Cuando luego se descubre que Harvey no fue el culpable, Romeo se disculpa pero él no acepta sus disculpas, quejándose al consejo de que el barco de Romeo carece de permiso. Poco después Romeo y su socio Alf Stewart se ven obligados a mover su barco cuando el consejo les avisa de que no están cumpliendo con los términos legales.
Cuando Ruth Stewart invita a tres inversores, Alf le dice a Romeo que no sería buena idea llevarlos en bote debido a una tormenta que se acercaba, sin embargo Harvey decide llevarlos con el objetivo de ganarse el contrato de la marina, sin embargo el mal tiempo hace que el barco empiece a hundirse y Alf y Romeo terminan salvando a Harvey, Ruth y a los inversores; cuando Romeo descubre que Harvey está herido lo lleva al hospital donde se recupera.
Luego Harvey le pide a Alf que comiencen un negocio juntos y este y Romeo aceptan. Más tarde Harvey y Ruth van a su primera cita, sin embargo Ruth tiene que irse, poco después Havey la invita a salir de nuevo y van a cenar.
Cuando Romeo se da cuenta de que Harvey no está haciendo sus labores y descuidando su puesto lo confronta, Harvey le dice que lo deje en paz y poco después le miente a Alf diciéndole que Romeo es el que no está haciendo su trabajo.
Cuando Ruth comienza a evitar a Harvey, este cree que se debe a que ella sigue enamorada de Sid Walker, pero Ruth lo niega y lo besa. Más tarde Harvey vierte un galón de gasolina en el Blaxland, el barco de Romeo y Alf y luego culpa a Romeo enfrente de Alf. Cuando Ruth se encara con Harvey por lo sucedido, rompe con él.
Más tarde en el 2012 Harvey y Ruth regresan y poco después de la llegada de la exesposa de Harvey, Melissa "Mel" Gregg, y su hija Charlotte "Lottie" Ryan, revela que tuvo un hijo llamado Ben, pero que este había muerto. Cuando Mel se entera de que Lottie no se quiere mudar a la ciudad con ella y quiere quedarse en la bahía con Harvey lo amenaza con decir en la corte la verdad acerca de la muerte de Ben para ganar la custodia de Lottie, por lo que Harvey decide contarle a Lottie la verdad de lo sucedido el día de la muerte de Ben y que él estaba tomando cuando Ben se ahogó, pero Lottie le dice que no fue su culpa ya que Ben debió haber sido cuidado por todos.
Más tarde Harvey le propone matrimonio a Ruth y ella acepta, pero pronto se pone celoso cuando Tim Graham, el exnovio de Ruth llega a la bahía y causa tensión entre ellos cuando Ruth comienza a trabajar con él, creyendo que Ruth escogió a Tim sobre él Harvey decide visitar a su hija a la ciudad, cuando Alf le dice a Ruth que Harvey se fue creyendo que había escogido a Tim Ruth lo llama para decirle que lo amaba pero Harvey no responde su teléfono, cuando Harvey llega a la ciudad su exesposa Melissa le dice que Lottie se fue a un campamento, más tarde ese mismo día después de platicar Harvey y Melissa terminan acostándose juntos, al día siguiente Harvey se siente culpable y cuando Romeo Smith lo escucha pidiéndole a Mel que no diga nada Harvey le dice que fue un error y Romeo le aconseja que le diga la verdad a Ruth. Poco después Harvey le cuenta la verdad a Ruth quien queda destrozada sin embargo poco después lo perdona y se comprometen de nuevo.
Finalmente en noviembre del 2012 Harvey se casó con Ruth.